# Szyderty
Szyderty, Sarapan, w dolnym biegu Karasu (kaz. Шідерті; ros. Шидepты, Сарапан, Карасу) – rzeka w północno-wschodnim Kazachstanie. Jej długość wynosi 506 km, powierzchnia zlewni 15,9 tys. km². Charakteryzuje się reżimem śnieżnym, z maksimum od kwietnia do czerwca.
Szyderty wypływa w środkowej części Pogórza Kazachskiego, płynie na północ i kończy bieg w bezodpływowym jeziorze Szyganak. Przy wyjątkowo wysokich stanach wody przepływa przez to jezioro i kończy bieg w jeziorze Żałauły. W górnym i dolnym biegu okresowo wysycha. W górnym i średnim biegu Szyderty stanowi część kanału irtysko-karagandyjskiego.